# Ширенка (река, впадает в Большое Клабутицкое озеро)
Ширенка — река в России, протекает по Лужскому району Ленинградской области. Впадает в озеро Большое Клобутицкое, из которого вытекает Пагуба. Длина реки составляет 13 км.
На берегу реки стоят деревни Пустошка и Яконово Серебрянского сельского поселения

## Данные водного реестра
По данным государственного водного реестра России относится к Балтийскому бассейновому округу, водохозяйственный участок реки — Нарва. Относится к речному бассейну реки Нарва (российская часть бассейна).
Код объекта в государственном водном реестре — 01030000412102000026864.

## Топографическая карта
- Лист карты O-35-60 Заплюсье. Масштаб: 1 : 100 000. Состояние местности на 1977 год. Издание 1980 г.